# Габбани, Франческо
Франческо Габбани (итал. Francesco Gabbani; род. 9 сентября 1982, Каррара, Италия) — итальянский музыкант и эстрадный певец, победитель Фестиваля Сан-Ремо, представитель Италии на конкурсе песни Евровидение 2017 (песня "Occidentali’s Karma"; 6-е место).

## Биография

#### Первые годы и Trikobalto
Франческо Габбани родился в итальянском городе Каррара 9 сентября 1982 года в семье владельца магазина музыкальных инструментов. Именно поэтому мальчик с раннего возраста начал приобщаться к музыке. В 4 года он начал играть на барабанах, а в 9 лет - на гитаре. Позже он начал играть на фортепиано и бас-гитаре. Франческо работал в качестве акустического и сценического техника.
Он начинает свой путь как музыкант, играя блюз, фанк и джаз.
До окончания учебы в средней школе «E. Repetti» в Карраре, в восемнадцать лет, он подписал свой первый контракт с проектом Trikobalto Алекса Нери и Марко Барони из Planet Funk. Видеоклипы двух синглов попали в ротацию центральных музыкальных телекомпаний страны и позволили Trikobalto выступить на крупных фестивалях Италии, среди которых Heineken Jammin' Festival, вечеринки под маркой Rock TV и открытие концерта группы Oasis в клубе BlueNote в Милане - единственной итальянский даты из их тура.
В 2010 году, на волне успеха первого диска, у Trikobalto вышел второй альбом, Necessità primarie, производства Marco Patrignani. Далее последовал тур по Франции и создание видео Preghiera maledetta. Trikobalto приняли участие в концерте Stereophonics в рамках их тура и стали одними из гостей в Palafiori во время фестиваля в Сан-Ремо 2010. Весной Габбани покинул группу и подписал новый контракт на создание своего первого сольного проекта.

#### Сольная карьера:Greitist IzиEternamente ora
В 2011 году Габбани выпустил четыре сингла: Italia 21, Un anno in più, Estate, а также Maledetto amore, который стал саундтреком к фильму «Любовь делает больно» (ит. L'amore fa male) Мирка Виола. В 2014 году, 27 мая, вышел его первый студийный альбом Greitist Iz, из которого был выпущен сингл I dischi non si suonano. В 2015 году он начал сотрудничать с BMG Rights Management как автор и подписал эксклюзивный контракт.
Осенью 2015 года Франческо успешно выступил на Sanremo Giovani с песней Amen, что позволило ему участвовать на 66 Фестивале в Сан-Ремо в категории Nuove Proposte. Сначала Габбани «вылетел» из куонкурса, но после проигрыша певца Miele, он вернулся в гонку, так как проверка показала, что голосование было искажено техническим сбоем в пресс-центре. Повторение голосующих операций отменило предыдущий результат. В финале 12 февраля Франческо занял 1-е место и стал победителем в категории Nuove Proposte. Он также был награждён премией критиков Mia Martini, премией Sergio Bardotti за лучший текст и премией Emanuele Luzzati.
Сингл Amen имел коммерческий успех, достигнув четырнадцатой позиции в рейтингах. В апреле он был сертифицирован золотом FIMI за превышение 25 000 проданных копий. Через восемь месяцев после фестиваля песня получила платину за более чем 50 000 проданных копий. Сингл также вошел во второй студийный альбом Габбани Eternamente ora, выпущенный 12 февраля 2016 года. Альбом, содержавший также восемь ранее неизданных треков, занял восемнадцатую позицию в чарте. 6 мая того же года был выпущен второй сингл Eternamente ora. 9 сентрября был выпущен третий сингл In equilibrio.
Франческо Габбани также написал музыку к фильму «Poveri ma ricchi», который вышел в кинотеатрах 15 декабря 2016 года. Ведущий саундтек Foglie al gelo был выпущен в качестве сингла 9 декабря 2016 года.
В том же году он работал в качестве автора для других исполнителей. Сотрудничая с Fabio Ilacqua, он написал песню "L'amore sa" Francesco Renga. Композиция была включена в альбом Scriverò il tuo nome и была выпущена 15 апреля 2016 года. Позже он написал совместно с Celso Valli песню "Il bambino Con Rifugio", которая вошла в альбом Адриано Челентано Le migliori, выпущенный 11 ноября 2016 года.

#### Magellano
12 декабря 2016 телеведущий Карло Конти объявил об участии Габбани на фестивале Сан-Ремо 2017, в категории "Big" с песней  "Occidentali's Karma", которая была написана Франческо совместно с Filippo Gabbani, Fabio Ilacqua и Luca Chiaravalli. В конкурсном номере также участвовал танцор Филиппо Ранальди. Мужчина был одет в костюм обезьяны. Этот яркий перфоманс запомнился многим зрителям. 11 февраля 2017 года Франческо стал победителем 67-го фестиваля в Сан-Ремо, обойдя Фьореллу Манною с Che sia benedetta  и Эрмаля Мета с Vietato morire.

Сингл Occidentali's Karma, выпущенный 9 февраля 2017 года, имел большой коммерческий успех как в Италии, где он достигал и удерживал первую позицию рейтинга в течение трех недель подряд, так и в Европе, войдя в рейтинг четырнадцати стран. Всего через неделю после публикации песня была сертифицирована золотом FIMI за более чем 25 000 проданных копий, а на следующей неделе она получила платиновый рекорд, превысив 50 000 проданных копий. Кроме того, видеоклип песни набрал 4 353 802 просмотров всего за 24 часа, тем самым установив рекорд просмотров за первые сутки среди итальянских артистов.

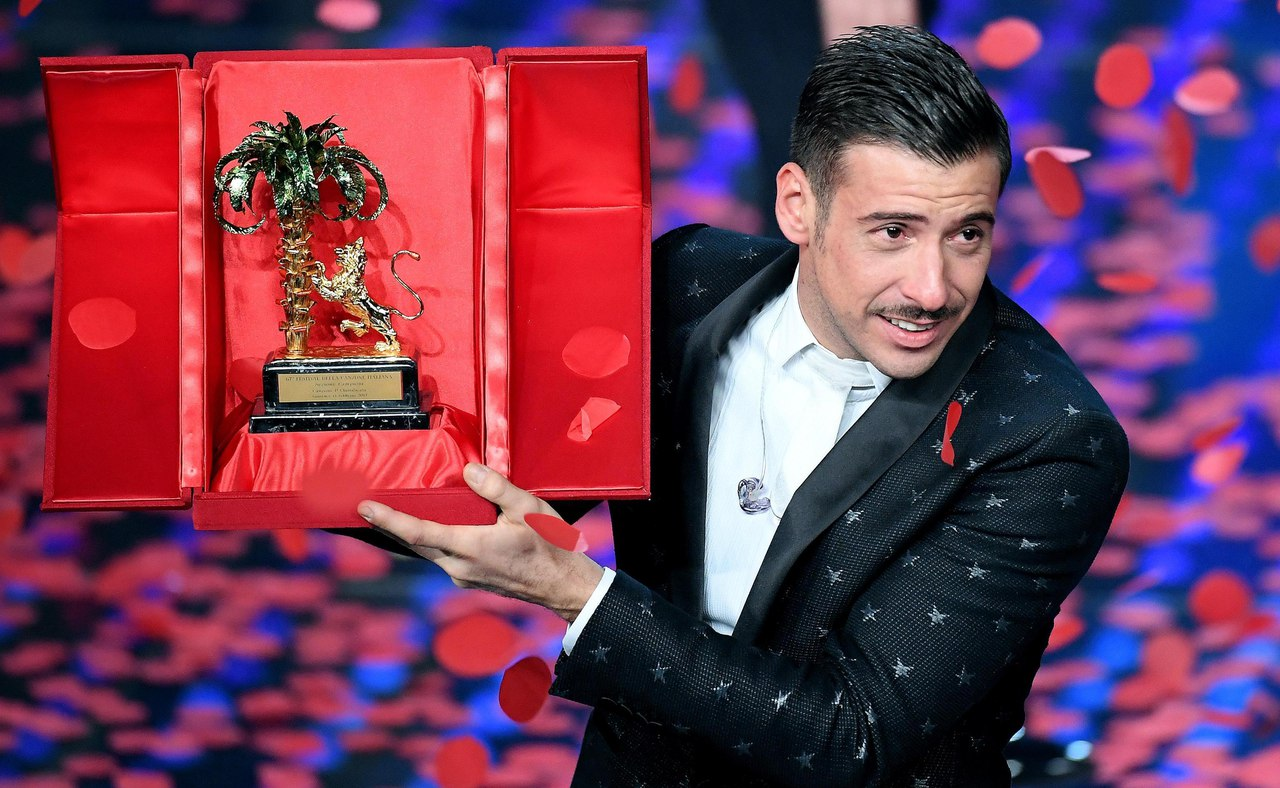
Франческо Габбани - победитель фестиваля Сан-Ремо 2017 в основной категории

Как победитель фестиваля, Франческо получил возможность представлять Италию на конкурсе песни Евровидение 2017 в Киеве. 24 февраля 2017 года во время программы Standing Ovation, Габбани заявил, что Occidentali's Karma будет спета полностью на итальянском языке. На европейском шоу артист занял шестое место, а также выиграл награду пресс-центра (Press Award).
4 апреля он объявил о выходе своего третьего студийного альбома Magellano. Пластинка вышла 28 апреля. Позже были выпущены и другие синглы: Tra le granite E le granate (5 мая), Pachidermi e pappagalli (15 сентября) и La mia versione dei ricordi (24 ноября).
После выхода альбома, Франческо отправился в тур на 44 даты, в котором приняли участие около 140 000 человек. Более того, Габбани получил одну из наград на Wind Music Awards 2018 года. Чтобы отпраздновать завершившийся год и большие успехи, артист впервые выступил во дворце на форуме Нельсона Манделы во Флоренции 20 января 2018 года. В мае 2018 года он выпустил сингл Selfie del selfie, который изначально был треком-призраком альбома Magellano.
Летом 2018 года певец отправился в мини-тур Magellano, который состоял из шести концертов, а затем выступил на мероприятии Meraviglioso Modugno в Полиньяно-а-Маре и на Пьяцца-дель-Дуомо в Милане.

#### Viceversa
10 мая 2019 года Франческо Габбани выпустил сингл È un'altra cosa. 9 ноября 2019 года артист отправил фанатам через WhatsApp видеоклип на новый сингл Duemiladiciannove режиссера Olmo Parenti.
31 декабря 2019 года стало известно, что Франческо Габбани примет участие в фестивале Сан-Ремо 2020. 7 января он объявил название своей конкурсной песни Viceversa. 31 января 2020 года Франческо опубликовал новость о грядущем релизе четвертого студийного альбома Viceversa.
На фестивале Франческо занял второе место. К слову, артист выиграл голосование жюри и телезрителей, а также несколько раз становился победителем фестивального вечера. Песня Viceversa, как и весь одноименный альбом, говорит о важности объединения людей и о том, какое губительное влияние на наше общество оказывает индивидуализм.
В том же году певец присоединился к супер-группе Italian Allstars 4 Life, которая объединила более пятидесяти итальянских артистов для записи песни "Ma il cielo è sempre più blu", хорового кавера на песню Рино Гаэтано. Доходы от сингла, опубликованного 8 мая, были переданы Итальянскому Красному Кресту для поддержки Il Tempo della Gentilezza, проекта по поддержке людей, пострадавших от пандемии COVID-19 в 2019-2020 годах.

## Дискография
Студийный альбомы
- Greitist Iz (2014)
- Eternamente ora (2016)
- Magellano (2017)
- Viceversa (2020)

Концертные альбомы
- 2017 - "Sudore, fiato, cuore - Live 2017"

Cинглы
- 2011 - Estate
- 2011 - Maledetto amore
- 2011 - Un anno in più
- 2011 - Italia 21
- 2012 - Svalutation
- 2012 - Posso dire che amo
- 2014 - I dischi non si suonano
- 2016 - Amen
- 2017 - Occidentali’s Karma
- 2017 - Tra le granite E le granate
- 2017 - Pachidermi e pappagalli
- 2017 - La mia versione dei ricordi
- 2018 - Selfie Del Selfie
- 2019 - È un'altra cosa
- 2019 - Duemiladiciannove
- 2020 - Viceversa
- 2020 - Il sudore ci appiccica
- 2020 - Einstein (E=mc²)

В составе Trikobalto
- 2006 - C'E' Ketto?
- 2006 - In-Contro
- 2009 - Sarà perché ti amo
- 2009 - Preghiera maledetta
- 2010 - Maxi EP
- 2010 - C'era una volta i trikobalto (альбом)

Отдельные проекты
- 2019 - Quattro stracci
- 2020 - Ma il cielo è sempre blu (Italian Stars 4 Life) - сингл

## Награды и номинации
| Год  | Награда                  | Номинация                  | Результат |
| ---- | ------------------------ | -------------------------- | --------- |
| 2017 | MTV Italian Music Awards | Лучший итальянский мужчина | -         |